# إيزون
إيزون (بالإنجليزية: IZ*ONE)‏ هي فرقة فتيات كورية جنوبية - يابانية تم تشكيلها من خلال برنامج (Produce 48)، تحت وكالة سي جي إيه أند إم الفرعية (Off the Record Entertainment)، تتكون الفرقة من اثني عشر عضوات: جانغ وني -ونغ، ساكورا مياواكي، جو يو-ري، تشوي يي نا، آهن يو-جين، ناكو يابوكي، كوون يون-بي، كانغ هيون-وون، هيتومي هوندا، كيم تشاي وون، كيم مين جو ولي تشاي-يون، ظهرت الفرقة لأول مرة في 29 أكتوبر 2018 بأول البوم مصغر (Color*Iz) منذ الظهور الأول، تلقت الفرقة نجاحًا تجاريًا كبير، حيث باعت أكثر من 225000 وحدة ووصلت في المرتبة الثانية على مخطط غاون فئة الالبومات في كوريا الجنوبية، بالإضافة إلى ذلك، الالبوم المصغر (COLOR*IZ) والأغنية الفردية "La Vie en Rose" تصدرو مخطط Billboard World و World Digital Songs فئة الالبومات والاغاني على التوالي، بعد ذلك فازت الفرقة بجائزة «فنان السنة الجديد» بما في ذلك حفل جوائز القرص الذهبي وجوائز سول للموسيقى، تم إصدار الأغنية الفردية اليابانية الأولى للفرقة " Suki to Iwasetai"، في 6 فبراير 2019 تحت إدارة EMI Records للتسجيلات الخاصة بـ يونيفرسال ميوزيك، وصلت الأغنية في المرتبة 2 على مخطط "Oricon Singles Chart" ومع أكثر من 250,000 وحدة من مبيعات الاغنية، حصلت على شهادة البلاتينيوم من قبل جمعية صناعة التسجيلات في اليابان (RIAJ).

## اسم الفرقة
تم اقتراح اسم الفرقة (IZ*ONE)، من قبل مستخدمى الإنترنت خلال موقع برنامج Produce 48 الرسمي واختارته الوكالة اسم رسمي للفرقة.
اسم الفرقة مقتبس من الأبرج الفلكية التي تتكون من 12 ابراج كمثال على الاعضاء الإثني عشر (12) للفرقة، بينما كلمة "ONE" في الاسم هي أن جميع العضوات واحد، والعلامة النجمية (*) بين كلمة "IZ" و "ONE" ترمز إلى العلامات الفلكية لأبراج.

## الاعضاء
- جانغ وون يونغ (장원영)
- ساكورا مياواكي (宮 脇 咲 良)
- جو يو-ري (조유리)
- تشوي يي-نا (최예나)
- آهن يو جين (안유진)
- ناكو يابوكي (矢吹 奈 子)
- كوون يون-بي (권 은비) - القائدة للفرقة
- كانغ هي وون (강혜원)
- هيتومي هوندا (本田仁美)
- كيم تشاي وون (김채원)
- كيم مين جو (김민주)
- لي تشاي يون (이채연)

## التاريخ

### التشكيل من خلال Produce 48
تم تشكيل إيزون من خلال مسابقة (Produce 48)، التي تم بثها على قناة Mnet في الفترة من 15 يونيو إلى 31 أغسطس 2018.
قبل الظهور في المسابقات التلفزيونية، كان لبعض العضوات انشطة عديدة بالفعل في صناعة الترفيه، كانت العضوة «هيتومي هوندا» عضوة في فرقة في (AKB48) قبل انضمامهها إلى فرقة (أتش كي تي فورتي إيت).
كانت العضو «ساكورا مياواكي» قد ظهرت في مشروع يدعى " The Lion King" من بين عام (2008–2009).
والعضوة 'ناكو يابوكي" كانت في فيلم بعنوان "Touch" لعام 2005، تليها أدوار عديدة في مختلف الدراما اليابانية التلفزيونية والإعلانات التجارية كذلك.
في سبتمبر 2018، اعلنت وكالة سي جي إيه أند إم الفرعية (Off the Record Entertainment) انها ستتولى جميع انشطة الفرقة مع وكالة بليديس إنترتينمينت، ولاحقًا جميع الأعضاء اليابانيين الثلاثة اوقفو أنشطتهم مع مجموعاتهم الـ 48 للتركيز على انشطتهم مع إيزون أكثر.

### 2018: الترسيم في كوريا الجنوبية

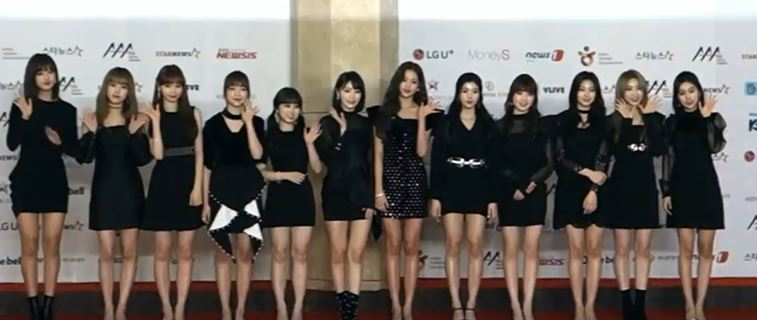
إيزون في حفل جوائز آسيا الفنية لعام 2018 خلال ترسيمهم الرسمي كفرقة في كوريا الجنوبية

ظهرت الفرقة لأول مرة في 29 أكتوبر 2018 بأول البوم مصغر (COLOR*IZ) مع الاغنية الفردية "La Vie en Rose"
أقيم حفل موسيقي الأول للفرقة مرة بعنوان "COLOR*IZ Show-Con" احتفالاً باصدار الالبوم كما ان الحفل اقيم بالتزامن مع نفس يوم إصدار الألبوم في سول، كوريا الجنوبية.
كان أول اداء للفرقة على مسرح إم كاونت داون على قناة أمنت، وحصلوا على أول فوز لهم في البرامج الموسيقية، بعد عشرة أيام فقط من ظهورهم الرسمي لأول مرة، كما انهم حطموا الرقم القياسي لأسرع فرقة فتيات تفوز في برامج موسيقية.
الالبوم المصغر (COLOR*IZ) باع أكثر من من 34000 وحدة في أول يوم من إطلاقه، مسجلاً رقمًا قياسيًا جديدًا لأكبر عدد من البوم تم بيعه في اليوم الأول من إصداره لفرقة فتيات.
بينما كان الفيديو الموسيقي لـ "La Vie en Rose" حقق أكثر من 4.5 مليون مشاهدة خلال 24 ساعة من إصداره على يوتيوب، مما جعله الفيديو الموسيقي الأكثر مشاهدة من قِبل فنان كوري في 24 ساعة في ذلك الوقت.
وصل الالبوم المصغر (COLOR*IZ) إلى المرتبة الثانية على مخطط غاون فئة الالبومات وباع أكثر من 225000 نسخة.
أنهت الفرقة عروضها الترويجية لـ (COLOR*IZ) في 23 نوفمبر على ميوزيك بانك، مع النجاح المستمر للفرقة فازت الفرقة بجائزة «فنان السنة الجديد» بما في ذلك حفل جوائز القرص الذهبي وجوائز سول للموسيقى.
في 6 ديسمبر، أعلنت وكالة Off the Record أن إيزون قد وقعًا عقد تسجيل مع وكالة EMI Recordslabel التابعة لوكالة يونيفرسال ميوزيك، تحضيراً لظهور وانشطة الفرقة لأول مرة في اليابان التي تم الكشف عنها في 6 فبراير 2019.

### 2019 - إلى الوقت الحاضر: الترسيم في اليابان وكشف تلاعب إمنت بالتصويتات
في 20 يناير، 2019، أقامت الفرقة عروضها اليابانية الأولى في قاعة مدينة طوكيو دوم للترويج لأول أغنية فردية يابانية "Suki to Iwasetai"،  بعد خمسة أيام من حفلهم أصدرت الفرقة فيديو موسيقي للأغنية وتجاوز عدد المشاهدات على اليوتيوب 5 ملايين في غضون أسبوع واحد فقط، تم إصدار الأغنية رسميًا في منصات الاستماع في 6 فبراير 2019.
أصدرت الفرقة ثانٍ البوم مصغر (Heart*Iz) مع الاغنية الرئيسية "Violeta"، باع الالبوم 132,109 نسخة في الأسبوع الأول وهو رقم قياسي جديد لفرق نسائية في ذلك الوقت.
في الفترة ما بين 7 إلى 9 يونيو 2019، أقامت الفرقة أول حفل منفرد لها بعنوان "Eyes On Me" في استاد (Jamsil Indoor) في سول، وبعد بيع جميع تذاكر الحفلتين، أضافت (Off the Record) تاريخ حفل إضافي واحد في 7 يونيو 2019، وتم إصدار الأغنية اليابانية الثالثة للفرقة بعنوان "Vampire" في 25 سبتمبر، 2019.
كان من المخطط إصدار الفرقة لأول البوم استديو كامل بعنوان (Bloom*Iz) في 11 نوفمبر 2019، ولكن تم تأجيل الإصدار بسبب التحقيق في تلاعب قناة إمنت في تصويتات مسابقة (Produce 48) بالإضافة إلى ان تم تشكيل إيزون من نفس المسابقة فأن التحقيق والكشف في تلاعب قناة أمنت قد اثر على انشطة الفرقة، وتم إلغاء العروض الترويجية لـ إيزون بما في ذلك إصدار فيلم جولتهم الأولى "All eyes on me" وظهورهم على البرامج التلفزيونية وانشطتهم في اليابان ايضًا تم إلغاؤها.

## وصلات خارجية
- إيزون على موقع ميوزك برينز (الإنجليزية)
- إيزون على موقع أول ميوزيك (الإنجليزية)
- إيزون على موقع ديسكوغز (الإنجليزية)